# Зип-Зип
Зип-Зип (фр. Zip Zip) — французско-немецкий мультсериал, созданный студией GO-N Productions. Премьера во Франции состоялась 4 апреля 2015 года.

## Сюжет
Лис Вашингтон, кабан Сэм, его сестра Евгения и дрозд Сьюзи устали жить в лесу и перебрались в город. Но диким животным в городе не место и тогда они переоделись в домашних животных. Они принимаются жить у молодой пары Ливингстонов, у которых есть кошка Виктория. Но им придётся сохранить секрет!

## Персонажи

### Главные
- Вашингтон (англ. Washington) — главный герой всего сериала, лис переодетый собакой и лучший друг Сэма. Лидер компании животных Ливингстонов. Возможно Вашингтон и Виктория влюблены.
- Сэм (англ. Sam) — дикий кабан переодетый котом и лучший друг Вашингтона. Любимое блюдо — трюфели.
- Виктория (англ. Victoria) — хмурая серая кошка и первый питомец Ливингстонов. Любит поспать.
- Евгения (англ. Eugenie) — младшая сестра Сэма, кабаниха переодетая кроликом. Имеет гиперактивный характер, также как и Сьюзи, её лучшая подруга.
- Сьюзи (англ. Suzie) — чёрный дрозд переодетый канарейкой, лучшая подруга Евгении.

### Второстепенные
- Мистер Ливингстон (англ. Mr. Livingstone) — муж Миссис Ливингстон. Добрый. Немного глуповат.
- Миссис Ливингстон (англ.  Mrs. Livingstone) — жена Мистера Ливингстона.
- Митч (англ. Mitch) — бурый медведь. Живёт в лесу. Главный антагонист сериала. Считает Сэма и Вашингтона друзьями, хотя они так не думают.
- Наггет (англ. Nugget) — старший брат Флаффи, голубой кот. Ругает Флаффи за то, что она любит Вашингтона.
- Флаффи (англ. Fluffy) — младшая сестра Наггета, розовая кошка. Влюблена в Вашингтона.

## Сезоны
|  | 1 | 52 | 23 марта 2015 | 24 апреля 2015 |

## Роли дублировали
- Максим Шишков — Вашингтон
- Александр Матвеев, Диомид Виноградов — Сэм
- Людмила Ивановна — Виктория, Сьюзи
- Анастасия Лапина — Евгения, Миссис Ливингстон
- Антон Савенков — Мистер Ливингстон, медведь Митч, второстепенные персонажи

## Информация дубляжа
- Студия дубляжа — Кириллица
- Режиссёр дубляжа — Ольга Перченкова
- Переводчик — Ксения Чистопольская
- Укладчик — Ольга Перченкова
- Звукорежиссёр сведения — Валерий Парфёнов